# 弗朗茨·约纳斯
弗朗茨·約瑟夫·約納斯（德語：Franz Josef Jonas，1899年10月4日—1974年4月24日），是一位奧地利政治人物。他於1965年至1974年間擔任奧地利總統。
他是一位非常支持使用世界語的人士，從1923年起便擔任教授世界語的導師，並在1970年維也納舉行的国际世界语大会中以世界語發表演講。